# Makumbusho
Makumbusho è una circoscrizione (ward) del distretto di Kinondoni, a Dar es Salaam, in Tanzania, a pochi chilometri dal centro sulla strada per Bagamoyo. Al censimento del 2002 contava 55.702 abitanti. A Makumbusho si trova uno dei mercati di Dar es Salaam, attualmente in declino a causa della mancanza di collegamenti efficienti con la città.

## Makumbusho Village Museum
A Makumbusho ha sede il Makumbusho Village Museum (o semplicemente Village Museum; in swahili Kijiji cha Makumbusho, "villaggio di Makumbusho"), un museo all'aperto in cui sono riprodotte 16 abitazioni tradizionali delle principali etnie della Tanzania e le coltivazioni tipiche di ciascuna di queste etnie. Fondato nel 1996, è uno di un consorzio di cinque musei noti collettivamente come National Museum of Tanzania. Al museo è associato anche un centro culturale (Makumbusho Cultural Centre) che organizza spettacoli di danze tradizionali e degustazioni di cucina tradizionale tanzaniana. Nel centro operano anche artisti e artigiani locali che espongono e vendono le proprie creazioni.